# Социал-демократическая партия Албании
Социал-демократическая партия Албании (алб. Partia Social Demokrate e Shqipërisë) — албанская левоцентристская политическая партия. Создана в 1991. Не принадлежит к основным партиям страны, но имеет представительство в парламенте.

## Создание
В декабре 1990 массовые антикоммунистические протесты вынудили руководство правящей Албанской партии труда (АПТ) согласиться на многопартийную систему. Началось интенсивное создание новых политических партий. В марте 1991 — уже после событий в Тиране 20 февраля, когда падение коммунизма в Албании сделалось предрешённым — была учреждена Социал-демократическая партия Албании (PSDSh, СДПА).
Инициатором создания СДПА выступил доктор математических наук Скендер Гинуши — в 1987—1991 министр образования в последнем коммунистическом правительстве Адиля Чарчани. В СДПА вступали представители левоцентристской интеллигенции, не принимавшие антикоммунистического радикализма Демократической партии (ДПА), но не желавшие оставаться в скомпрометированной ходжаизмом АПТ и созданной на её основе Социалистической партии (СПА). Так, заместителем Гинуши в партии стал писатель Теодор Лако. Партия выступала с позиций политической демократии, эволюционно-градуалистской концепции рыночных реформ и сильной социальной политики.

## Результаты на выборах
В первых многопартийных выборах 1991 только что созданная СДПА не принимала организованного участия
На парламентских выборах 1992 СДПА собрала почти 74 тысячи голосов — 4,3 % и получила 7 мандатов в 140-местном парламенте — Народном собрании.
В выборах 1996 партия не участвовала.
Досрочные выборы 1997 принесли албанским социал-демократам наибольший успех: более 245 тысяч голосов — 18,7 %. Это объяснялось массовым разочарованием в ДПА, проявившимся в ходе «революции пирамид». В силу особенностей избирательной системы СДПА завоевала лишь 9 мандатов. Однако председатель партии Скендер Гинуши был избран председателем Народного собрания и в течение нескольких часов — между отставкой Сали Бериши и избранием Реджепа Мейдани — исполнял обязанности президента Албании.
На выборах 2001 за СДПА проголосовали почти 50 тысяч избирателей — 3,7 %, что принесло 4 мандата. С сентября 2001 по июль 2002 Скендер Гинуши занимал пост вице-премьера и министра труда в социалистическом правительстве Илира Меты.
На выборах 2005 СДПА вновь усилилась: почти 175 тысяч голосов — 12,7 %, но всего 7 мандатов. На этот раз рост поддержки объяснялся разочарованием избирателей в СПА.
На выборах 2009 СДПА выступала в блоке Единство за перемены под эгидой СПА. Коалиция получила значительную поддержку (свыше 45 % избирателей), но за СДПА проголосовали менее 27 тысяч — менее 1,8 %. Партия лишилась парламентского представительства.
На выборах 2013 СДПА вновь выступала в коалиции, где доминировала СПА — Альянс за европейскую Албанию. Коалиция одержала убедительную победу (почти 57 %), но за СДПА голосовали немногим более 10 тысяч — менее 0,6 %. Партия вновь осталась без мандатов.
На выборах 2017 СДПА выступала самостоятельно и добилась несколько лучших результатов: почти 15 тысяч голосов — почти 1 %, что обеспечило 1 парламентский мандат.
Выборы 2021 усилили позиции СДПА: около 35,5 тысячи голосов — около 2,3 %, 3 мандата.

## Политика, руководство, символика
В албанской политической системе утвердилось доминирование двух партий — постходжаистской левоцентристской СПА и правоцентристской консервативно-антикоммунистической ДПА. Остальные партии так или иначе примыкают к ним. СДПА выступала сателлитом социалистов (подобно тому, как Республиканская партия Албании поддерживает ДПА).
Социал-демократическая партия Албании структурировалась не только на идеологии, но и на персональном лидерстве. Почти три десятилетия она воспринималась как «партия Гинуши». Но 18 мая 2019 Скендер Гинуши оставил пост председателя СДПА. Официальной причиной стало избрание Гинуши президентом Академии наук Албании — что по закону не допускает совмещения с партийными постами.
Вторым председателем партии стал известный албанский медик, заведующий хирургическим отделением тиранской университетской больницы Энгел Бейтай.
17 декабря 2020 председателем СДПА избран крупный предприниматель Том Доши, бывший депутат от СПА, исключённый из-за конфликта с премьер-министром Эди Рамой. Доши обладает скандальной репутпцией, подозревается в руководстве австралийской ОПГ, но известен энергией, харизмой и авторитетом на севере страны.
Эмблема СДПА — бутон розы (международный символ социал-демократии) на фоне партийной аббревиатуры в красно-бело-чёрных цветах.

## Отношения с Социнтерном
Социал-демократическая партия Албании была принята в Социалистический интернационал на XX конгрессе в 1996 (с 1992 являлась консультативным членом). В 2012 СДПА переведена в статус партии-наблюдателя за неуплату членских взносов.